# Sos holenderski

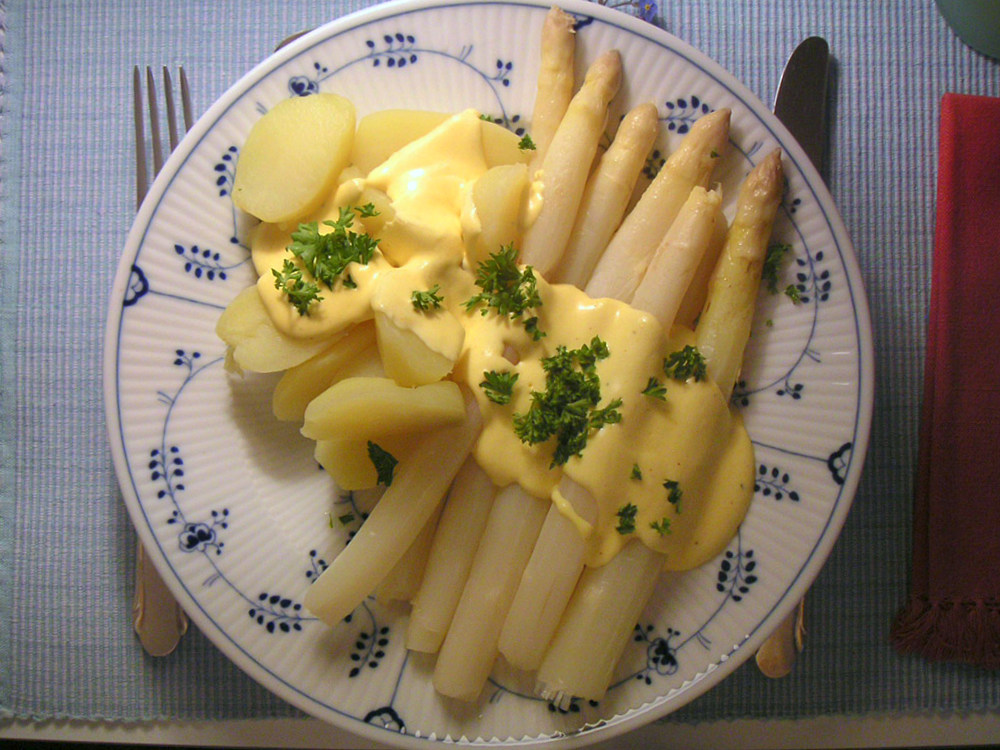
Szparagi z sosem holenderskim

Sos holenderski – to sos na bazie masła sklarowanego, żółtek, cytryny i czasami białego wina lub octu winnego. Szczególnie dobrze komponuje się z gotowanymi szparagami, młodymi warzywami, jajkami i gotowaną rybą.
Stanowi bazę do takich sosów jak:
- sos maltański,
- sos bearneński,
- sos choron,
- sos muślinowy.